# فقاعة صابون

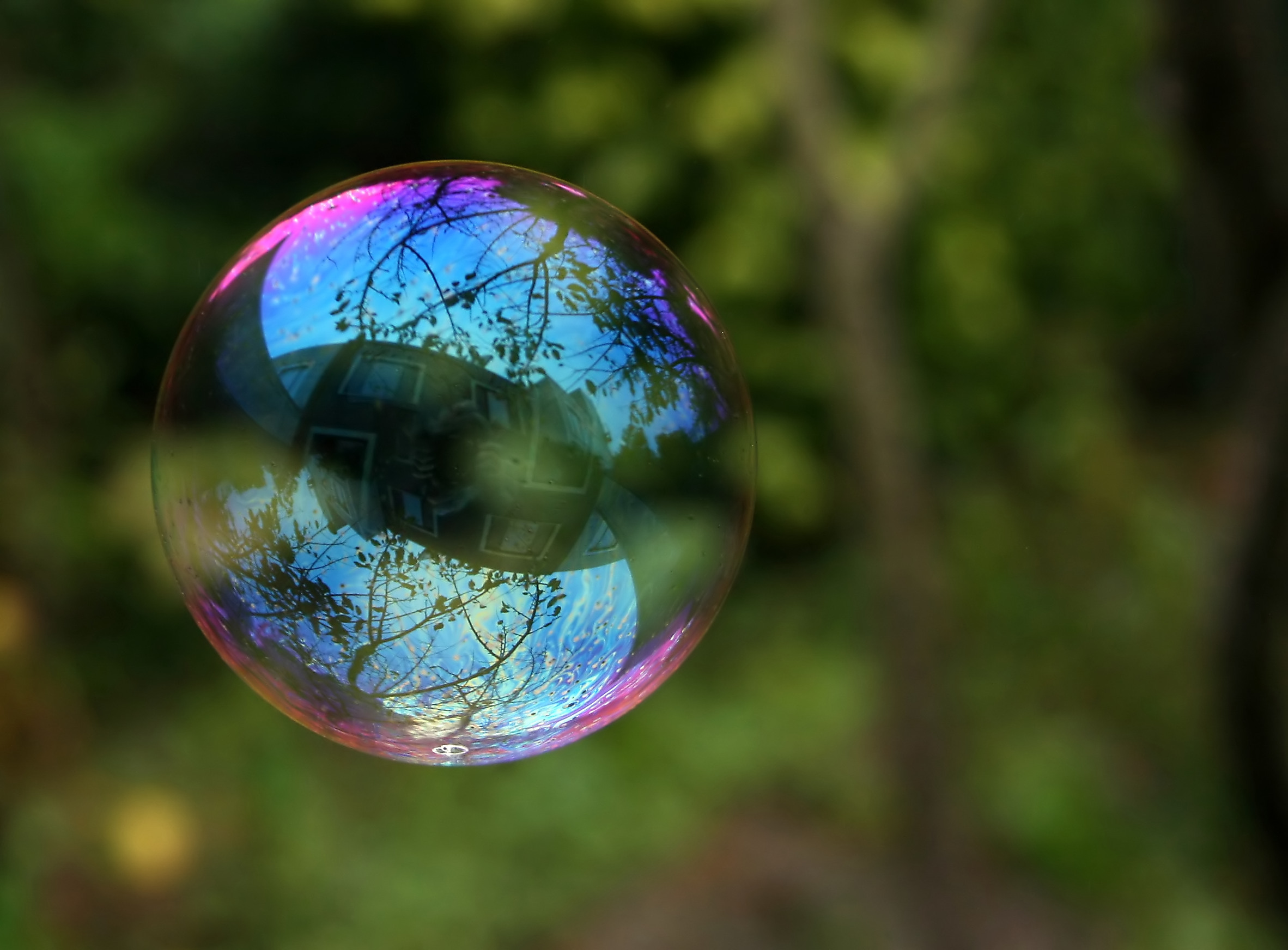
فقاعة صابون.

فقاعة الصابون وهي عبارة عن طبقة رقيقة من ماء الصابون لها شكل كروي وسطح مُتقزّح، أي يعكس ألوان قوس قزح المختلفة باختلاف الزاوية التي يرى منها السطح. تدوم فقاعات الصابون لبضع لحظات قبل أن تفقع، إما من تلقاء نفسها أو نتيجة ملامستها لجسم صلب. وتعد عملية نفخ فقاعات الصابون من الألعاب المحببة للأطفال.

## معرض صور

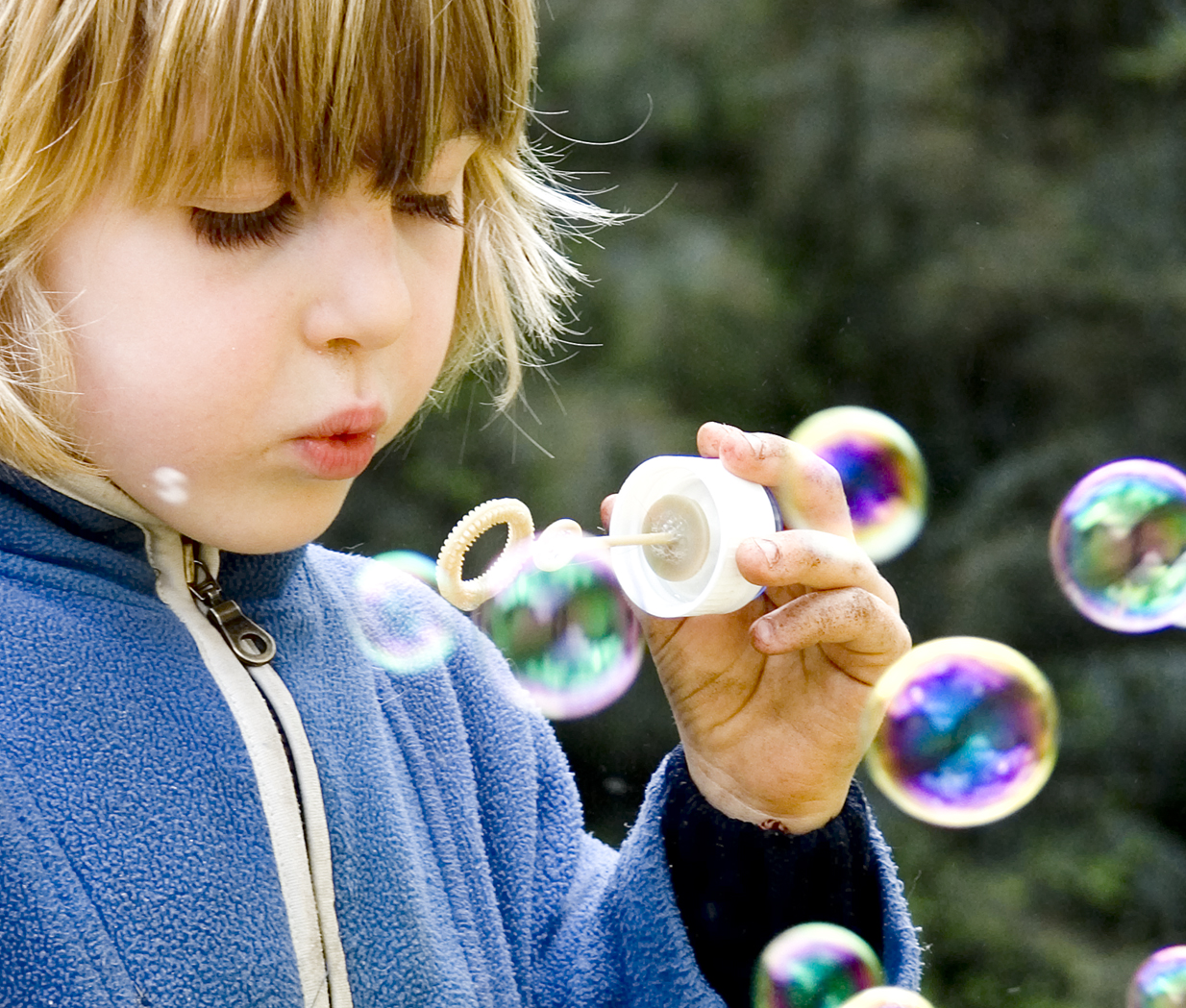
طفلة تلعب بفقاعات الصابون
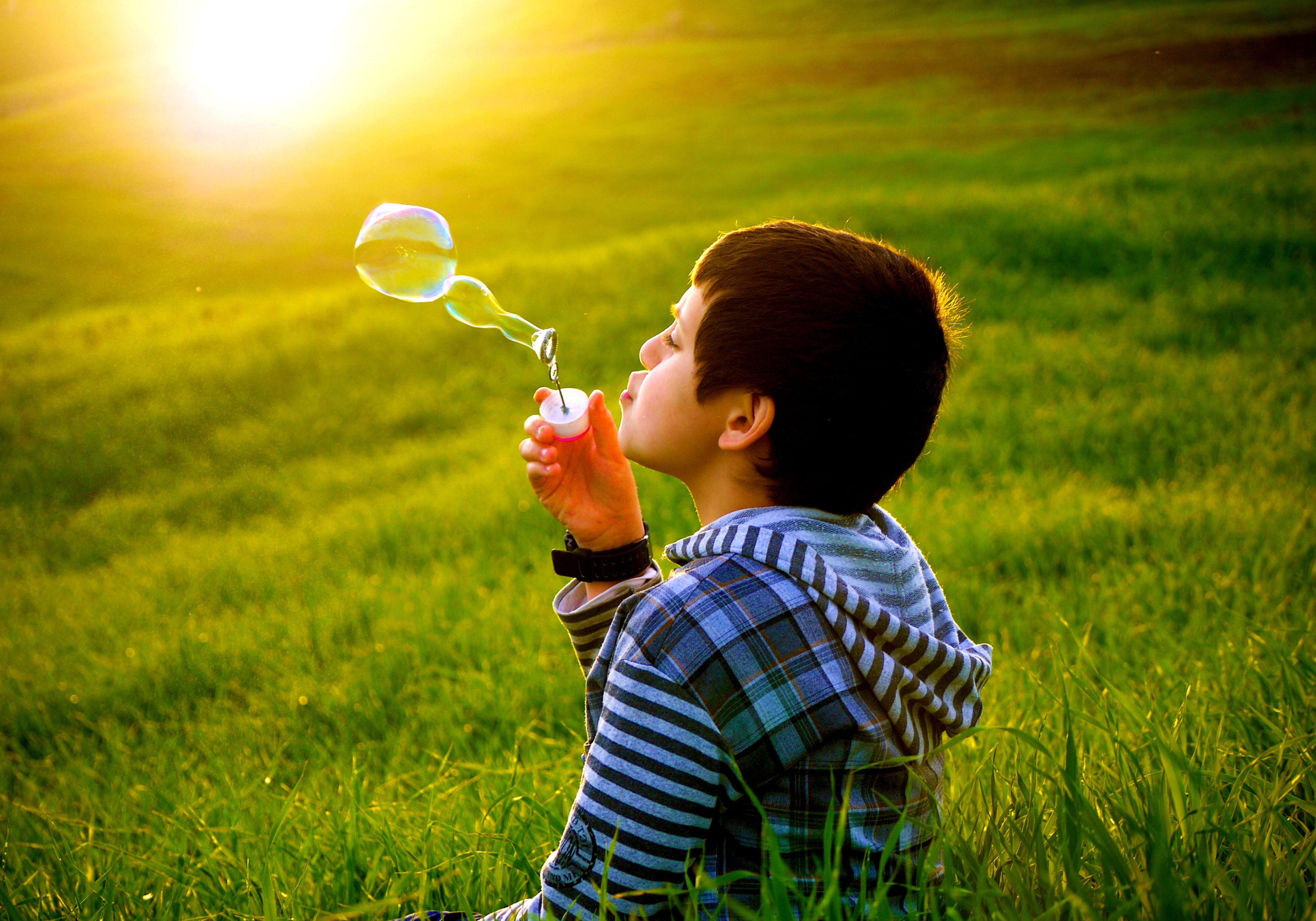
طفل يقوم بصناعة فقاعات صابون بأحد حقول الجزائر
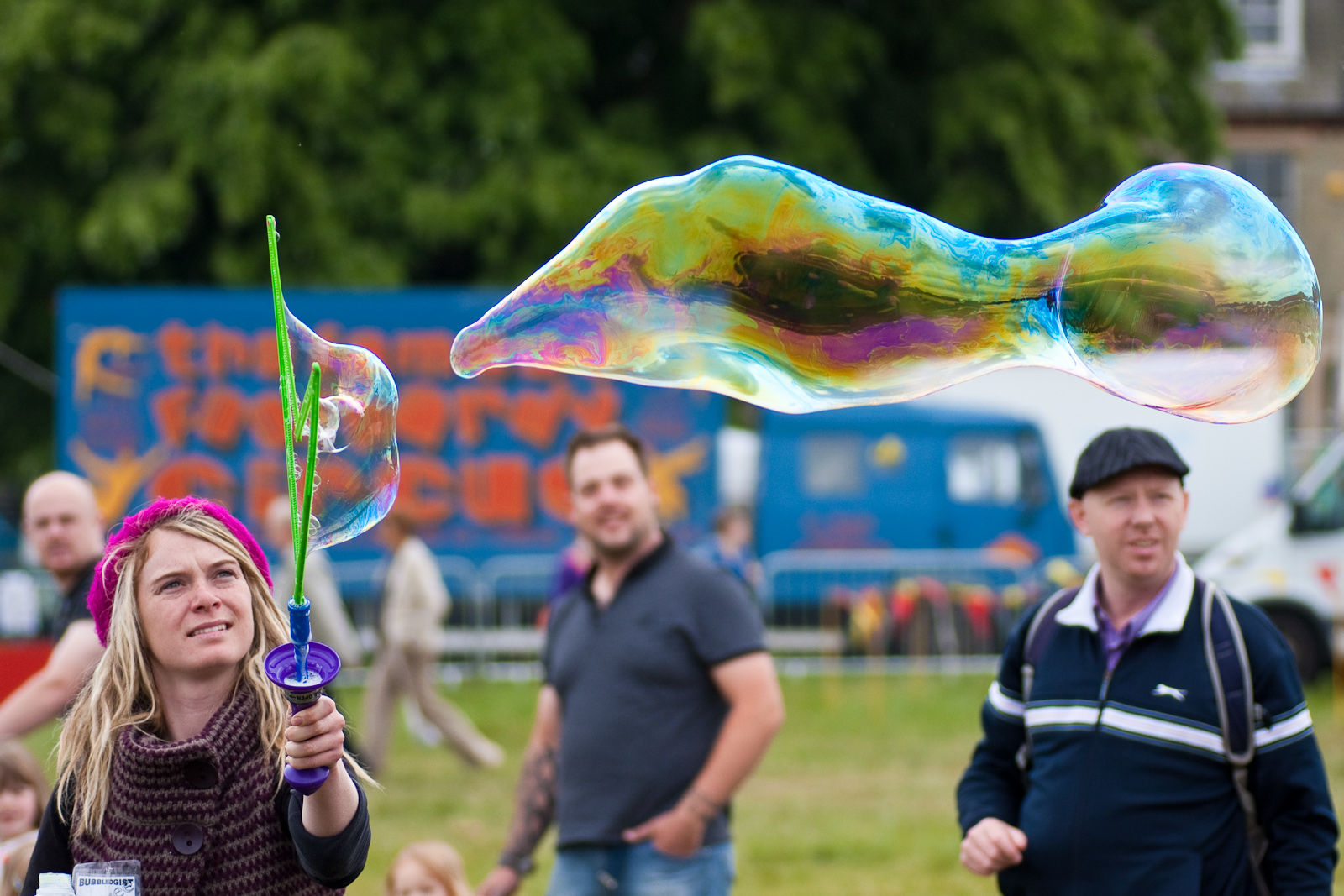
محترفون في عمل الفقاعات في كامبريدج، بريطانيا.